# Herbert House
Herbert House – amerykański zapaśnik w stylu klasycznym. Brązowy medal na mistrzostwach panamerykańskich w 1993 i mistrzostwach świata juniorów z 1992 roku.